# Informator (językoznawstwo)
Informator – osoba, której wypowiedzi służą do badań i dokumentacji kodu językowego (języka, dialektu itp.). Taką osobą jest najczęściej rodzimy użytkownik języka, który przy użyciu swojej kompetencji jest w stanie ocenić akceptowalność proponowanych wyrażeń językowych, umożliwiając charakteryzację danego języka. W przypadku kiedy lingwista bada swój własny język, informatorem może być on sam; wówczas wskazane jest jednak sięgnięcie po wiedzę innych użytkowników języka, w celu ograniczenia ewentualnych nieobiektywnych sądów na temat własnego języka.
W czasie badań językowych przydatna jest przynajmniej podstawowa znajomość miejscowej kultury. Istotną rolę odgrywa wybór informatora lub informatorów. Nie każdy informator dysponuje cechami charakteru, które sprzyjają skutecznej współpracy przy opisie języka; praca z językiem wymaga bowiem pewnego stopnia wnikliwości, jak najlepszej świadomości struktury języka, dobrej znajomości innego języka (języka kontaktu), a także cierpliwości i zaangażowania. Informator może być osobą niepiśmienną, przy czym brak umiejętności czytania i pisania może stanowić przeszkodę na dalszych etapach pracy badawczej. W niektórych przypadkach informatorzy mogą zostać przeszkoleni do wykonywania pewnych zadań.